# 蕭朮哲
蕭朮哲（しょう じゅつてつ、生没年不詳）は、遼（契丹）の外戚。字は石魯隠。

## 経歴
蕭孝穆の弟の蕭高九の子として生まれた。外戚として任用され、監門衛上将軍の位を加えられた。
重熙13年（1044年）、衛兵を率いて李元昊を討ち、功績を挙げて興聖宮使に転じた。蒲奴里部長の陶得里が反乱を起こすと、朮哲は統軍都監となり、都統の耶律義先の下で反乱軍を討ち、陶得里を捕らえた。朮哲は耶律義先と合わず、耶律義先を誣告して罪に問われ、免官された。まもなく西南面招討都監となったが、事件に連座して獄に下り、欽哀太后の口添えで杖刑を受けて釈放された。
清寧初年、国舅詳穏・西北路招討使となった。官粟300斛を横領し、家畜を売買した代金で穴埋めした。後に族弟の蕭胡睹がこのことを告発すると、道宗は激怒して、朮哲に杖罰を下して免官した。まもなく朮哲は昭徳軍節度使として再び起用され、召還されて北院宣徽使となった。清寧9年（1063年）、再び西北路招討使となると、兵士を訓練して兵器を増やし、厳しく号令統制して、西北辺境の治安を安定させた。清寧10年（1064年）、入朝して柳城郡王に封じられた。
咸雍2年（1066年）、北府宰相となったが、北院枢密使の耶律乙辛に憎まれた。太康3年（1077年）、護衛の蕭忽古らとともに耶律乙辛の殺害を計画したとして誣告された。調査を受けてその計画に実態がないことが明らかとなったが、宰相を罷免され、順義軍に左遷されて駐屯した。死後に晋宋梁三国王に追封された。
甥に蕭薬師奴があった。

## 伝記資料
- 『遼史』巻91 列伝第21